# Lasiomma tenuriostre
Lasiomma tenuriostre är en tvåvingeart som beskrevs av Griffiths 2003. Lasiomma tenuriostre ingår i släktet Lasiomma och familjen blomsterflugor. Inga underarter finns listade i Catalogue of Life.